# Théodore de Bry
Théodore de Bry (Liège, 1528 – Frankfurt, 27 de março de 1598) foi um gravurista, ourives e editor famoso por suas representações das primeiras expedições europeias às Américas. Nasceu na atual Bélgica.  

## Biografia
Nascido em Liège, na atual Bélgica, saiu da cidade de Dinant em 1566 para a Alemanha fugindo das Guerras de Liège e perseguições religiosas de católicos espanhóis. Após ter seus bens confiscados em 1570, Theodor se mudou para Estrasburgo e em 1577 para Antuérpia, onde aprendeu o ofício da gravura em cobre. Viveu em Londres entre os anos de 1585 e 1588, onde expôs seus trabalhos sobre a exploração do Novo Mundo.
A veracidade de muitas das ilustrações de De Bry é questionável; especialmente porque ele nunca cruzou o Atlântico. Os ameríndios parecem europeus mediterrâneos e as ilustrações misturam diferentes costumes e artefatos tribais. Além da vida cotidiana dos nativos americanos, Theodore de Bry até incluiu algumas representações de canibalismo. A obra de De Bry mostra um ponto de vista eurocêntrico em que as formas anatômicas dos nativos e da arquitetura não se conformam com a fidelidade à realidade.
Entre suas obras, está uma muito conhecida no Brasil que retrata um ritual de canibalismo dos índios tupinambás na então colônia portuguesa.

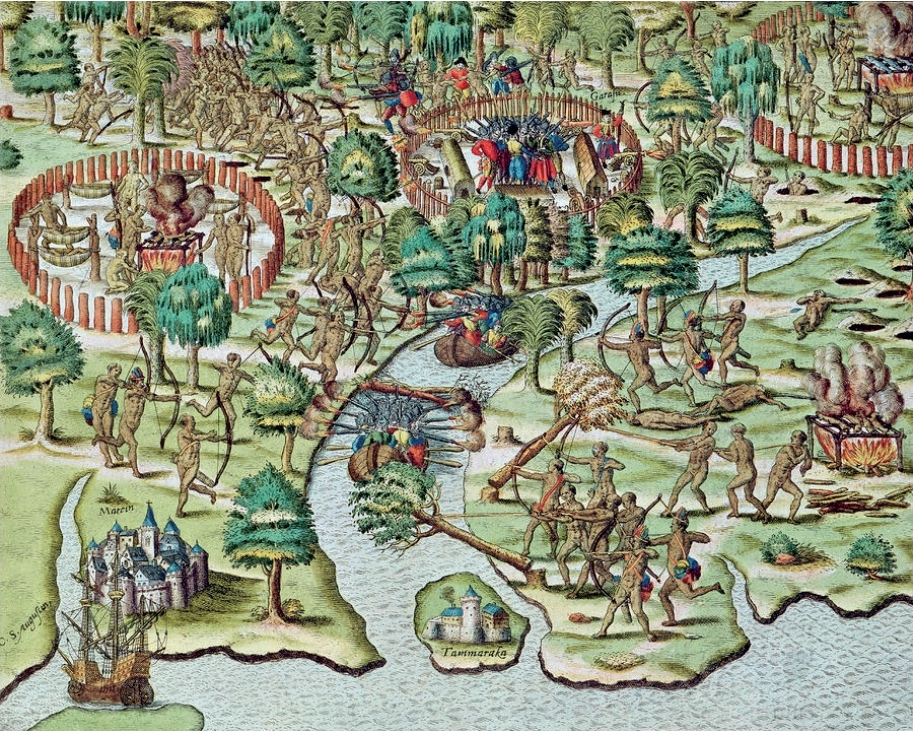
Gravura de Théodore de Bry (1557): "cercos de Igarassu" em Pernambuco no ano de 1549.
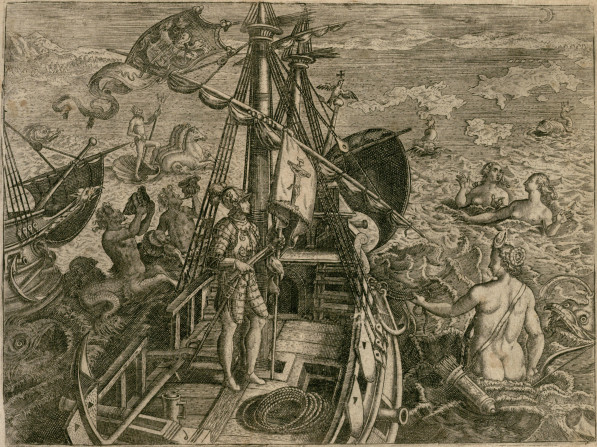
Gravura de Théodore de Bry (1594): Cristóvão Colombo descobrindo o novo mundo.
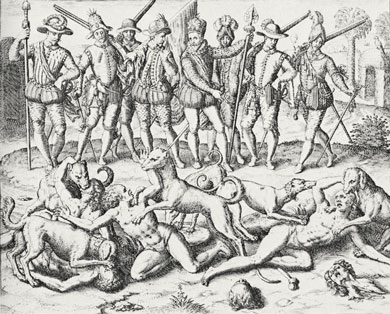
Desenho de Théodore de Bry (1594): Vasco Núñez de Balboa solta seus cães de guerra para execução de um grupo de indígenas homossexuais na América Central.

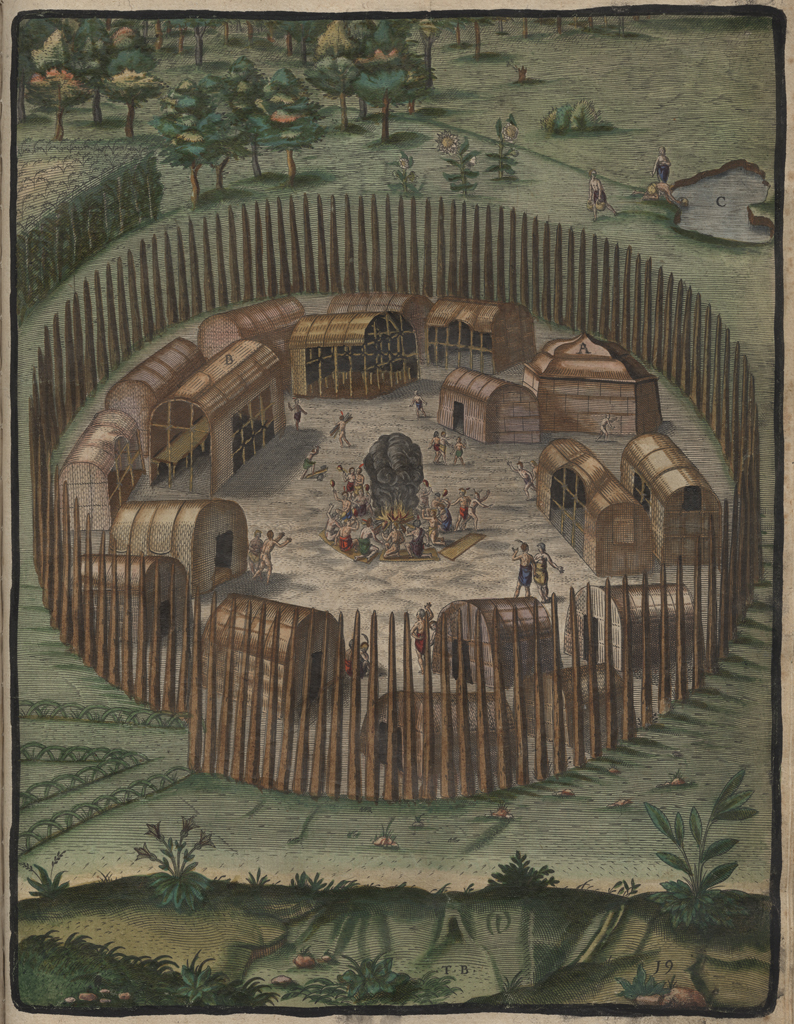
A cidade de Pomeiooc, ilustração gravada por de Bry acompanhando o livro de Thomas Hariot de 1588 A Briefe and True Report of the New Found Land of Virginia

## Obras
- Peregrinationes in Indiam orientalem et Indiam occidentalem, XIII partibus comprehenso a Theodoro, Joan-Theodoro de Bry, et a Matheo Merian publicatae, Francfort-sur-le-Main, 1590-1634, in-fol., (Parties I à VI, éditée and illustratée par T. de Bry, parties VII à IX par son fils, Johann Theodor et Johann Israel de B.; parties X à XII par J. T. de B., et partie XIII par M.Merian).
- Brevis narratio eorvm qvae in Florida Americæ provicia Gallis acciderunt: secunda in illam nauigatione, duce Renato de Laudõniere classis præfecto, anno MDLXIIII, qvae est secvnda pars Americæ : additæ figuræ & incolarum eicones ibidem ad vivu expressæ, brevis item declaratio religionis, rituum, vivendique ratione ipsorum, Francfort-sur-le-Main, 1591 (online)
- Historiae ab A. Bezono ... scriptae, sectio tertio....in hac reperies qua natione Hispani... Peruani regni provincias occuparint, capto rege Atabaliba, etc., America. Part VI. (3d partie de G. Benzoni's Historia del Mondo Nuovo.) Mapa e placas, 2 partes, Francfort-sur-le-Main, 1596. Fol.
- Descriptionem trium itinerum. . .equitis F. Draken....J. Hauckens.. .G. Ralegh ... in Latinum sermonem conversaauctore G. Artus, America. Part VII, 3 pt. Francfort-sur-le-Main, 1599, Fol.
- De novi orbis natura (por J.de Acosta). Accessit... S. de Weert and...O. a. Noort ...., America. Part IX, 5 pt. America. Francfort-sur-le-Main, 1602, Fol.
- Foi ilustrador de certas obras de Jean-Jacques Boissard, e o seu filho Jean-Théodore de Bry esteve associado a Sébastien Furck.